# Керрі (фільм, 2013)
«Керрі» (англ. Carrie) — американський містичний фільм жаху 2013 р. Це третя екранізація однойменного роману 1974 р. письменника Стівена Кінга. У фільмі знімалися: Хлоя Морец як головна героїня Керрі Вайт і Джуліанна Мур у ролі мати Керрі, Маргарет Вайт. Після первісного оголошення про 15 березня 2013-го як дату релізу, публічний запуск фільму був пізніше відкладений до 18 жовтня 2013.
Теглайни:
- «Ви дізнаєтеся її ім'я».
- «Знайте її ім'я. Бійтеся її сили».

## Сюжет
Перебуваючи одна в своєму будинку, Маргарет Вайт народжує дівчинку. Спочатку вона хоче вбити дитину, але передумує. Роки потому, її дочка Керрі, сором'язлива дівчина, майже закінчила середню школу в штаті Мен. Одного разу після уроку фізкультури, в душовій Керрі у шістнадцятирічному віці вперше в житті почалася менструація. Вона наївно думає, що буде стікати кров'ю до смерті. Інші дівчата сміються і дражнять її. Місцева задирака Кріс Харгенсен записує події, що відбуваються на свій смартфон і завантажує відео в інтернет. Вчитель фізкультури Міс Дежардин виганяє дівчаток з душовою, а Керрі відправляє додому з матір'ю Маргарет, яка вважає, що менструація є покаранням за гріхи. Маргарет б'є її і замикає з Біблією в «молитовній кімнаті». Коли Керрі кричить, щоб її випустили, з'являється тріщина в двері, і розп'яття в комірчині починає кровоточити.
Викладач фізкультури повідомляє дівчатам, які дражнили Керрі, що вони будуть залишатися після уроків в знак покарання. Коли Кріс відмовляється, їй забороняють з'являтися на випускному балу. Вона вибігає, пообіцявши помститися. Керрі дізнається, що у неї є дар — телекінез, здатність рухати речі силою думки. Вона починає розвивати свої здібності. Сью Снелл шкодує про те, що дражнила Керрі в душовій і намагається загладити свою провину, попросивши її бойфренда, Томмі Росса, взяти Керрі на бал. Після коливань і умовлянь Томмі, Керрі приймає його запрошення. Коли вона розповідає про це матері, Маргарет забороняє Керрі бути присутніми на святі. Під час скандалу Керрі проявляє свій дар. Маргарет вважає, що ця сила виходить від диявола і доказ того, що Керрі була породжена гріхом. Кріс, її хлопець Біллі Нолан і його друзі планують помститися Керрі. Вони вбивають свиню і зливають її кров у відро. Тим часом мати Керрі намагається перешкодити дівчині піти на бал, але Керрі з допомогою своєї сили замикає її в коморі.
На випускному вечорі, Керрі нервує і соромиться, але Томмі люб'язно заспокоює її. Тим часом, Кріс і її друзі підмовляють всіх голосувати за Керрі і Томмі. Сью бачить, що Кріс і її друзі щось задумали, але не встигає попередити підлітків через те, що Міс Дежардин зупиняє її, думаючи, що Сью вирішила принизити Керрі. Кріс виливає відро свинячої крові на Керрі і Томмі. Відро падає на голову Томмі, тим самим вбиваючи його. Раптово на екранах з'являється відео, зняте в душовій. Шокована смертю Томмі і охоплена жадобою помсти, Керрі не витримує, і піддавшись гніву, звільняє свої здібності. Руйнуючи зал з неймовірною міццю, вона вбиває багатьох студентів і всіх вчителів (за винятком Міс Дежардин). У школі починається пожежа, а Керрі йде, слідом за втікаючої Кріс, залишаючи за собою слід з вогню і руйнувань. Кріс і Біллі намагаються втекти на машині, але Керрі руйнує дорогу відрізаючи їм шлях до втечі. Кріс примушує свого хлопця збити Керрі, але вона перевертає машину і кидає її в АЗС, тим самим вбиваючи всіх, хто там перебував.
Керрі приходить додому і зустрічається з матір'ю. Маргарет каже дівчині про ночі її зачаття. Вони з чоловіком лежали в ліжку і після молитви, батько Керрі «взяв» Маргарет. Маргарет обіймає Керрі, але тут же нападає на неї, ранячи її ножем. Керрі намагається бігти, але мати наздоганяє її. В результаті Керрі смертельно ранить її кількома гострими приладами. Сью прибуває в будинок Вайтів, і намагається зупинити Керрі. Керрі говорить Сью, що та вагітна дівчинкою, після чого за допомогою телекінезу «викидає» Сью на галявину перед будинком. Будинок Вайтів руйнується, ховаючи під собою Керрі і Маргарет. Після голос за кадром розповідає про інцидент, який стався в ту ніч. Небагато вцілілих від її розправи люди, хто втратили батьків, хто друзів, написали на її могилі фарбою з балончика: «Керрі Вайт, гори у пеклі!». Сью відвідує могилу Керрі і кладе одну білу троянду на надгробку. У наступній сцені ми бачимо, що Сью народжує, і замість дитини з'являється рука Керрі (це можна зрозуміти по троянді на руці), але цей кадр змінюється, і ми бачимо, як ще вагітна Сью кричить на руках у своєї матері, їй наснився черговий кошмар.

## Ролі
- Хлоя Морец — Керрі Вайт, головний персонаж-телекінетик
- Джуліанна Мур — Маргарет Вайт, мати Керрі
- Ґабріелла Вайлд — Сью Снелл, популярна дівчина в школі
- Джуді Грір — міс Десджардін, вчитель фізкультури
- Ансель Елгорт — Томмі Росс
- Порша Даблдей — Крістіна Гарґенсон
- Алекс Рассел — Біллі Нолан

## Виробництво
У травні 2011 р. представники MGM і Screen Gems оголосили, що дві компанії будуть продюсувати фільм-римейк Керрі. Дві студії найняли драматурга Spider-Man: Turn Off the Dark Роберто Агірре Сакаса написати сценарій для вірнішої адаптації кінговського роману — Агірре Сакаса адаптував раніше працю «Протистояння» у комікс у 2008 р.
Дізнавшись про нову адаптацію, Кінг зауважив: «Питання в тому, нащо, коли оригінал був такий хороший?» Він також запропонував Ліндсей Лохан на головну роль. У березні 2012-го на роль Кері Вайт запропонували Хлою Морец.
Кімберлі Пірс є режисером фільму, Мур зіграє Маргарет Вайт, Габріелла Вайлд з'явиться в ролі Сью Снелл. Алекс Рассел, який з'являється у фільмі Хроніка і бродвейський актор Ансель Елгорт також є виконацями головних ролей.

### Зйомки
Оскільки Хлоя Морец була неповнолітньою, графік її роботи обмежений до 8 годин у день. Багато сцен із Джуліанною Мур, де вона була взаємодіючою з персонажем Моретц (що не була в кадрі), зняті режисером Кімберлі Пірс, яка заміняла Морец.
Це перша екранізація, де роль Кері грає фактичний підліток. Хлої Морец було 15 під час зйомок, у той час як Сіссі Спейсек і Анжелі Беттіс, які зіграли свої ролі у Керрі (1976) і Керрі (2002), відповідно 26 і 28 років.
У сцені про свиноферму Біллі Нолан (грає Алекс Рассел) цілує кувалду, перш ніж вбити свиню. Алекс Рассел захворів після цього, тому що на кувалді був присутній свинячий послід.
Сцену з дівчатами на футбольному полі було знімати дуже важко: тоді був особливо спекотний день. Режисер Кімберлі Пірс була стурбована тим, що актори мало не валилися від спеки на землю.
Щоб підготувати її до ролі, Кімберлі Пірс послала зірку Морец відвідати бездомних у притулку, щоб зустріти людей, які щиро жили жорстким життям.